# Parc national et réserve de parc national de Kluane
Le parc national et la réserve de parc national de Kluane, respectivement créés en 1972 et 1976, constituent deux unités du réseau de parcs nationaux au Canada. Ils se situent dans l'angle sud-ouest du Yukon et occupent 21 980 km2. Le nom « Kluane » signifie « lac très poissonneux » en tutchone du Sud, la langue des Tutchonis du Sud, le peuple autochtone originaire de la région qui lui a donné son nom. Cette zone protégée constitue, avec trois autres parcs sauvages en Colombie-Britannique (parc provincial de Tatshenshini-Alsek) et en Alaska (Glacier Bay et Wrangell–St. Elias), un site du patrimoine mondial de l'UNESCO.

## Caractéristiques
Le parc est constitué de 80 % de montagnes et de glaciers. Le parc comprend la plus haute montagne au Canada, le mont Logan (5 959 mètres) appartenant aux montagnes Saint Elias. De fait, les montagnes et les glaciers dominent le paysage du parc, couvrant 82 % de sa superficie. Il abrite près de 105 espèces d'oiseaux, comme le lagopède alpin, le puissant aigle royal et le pygargue à tête blanche.

## Géographie

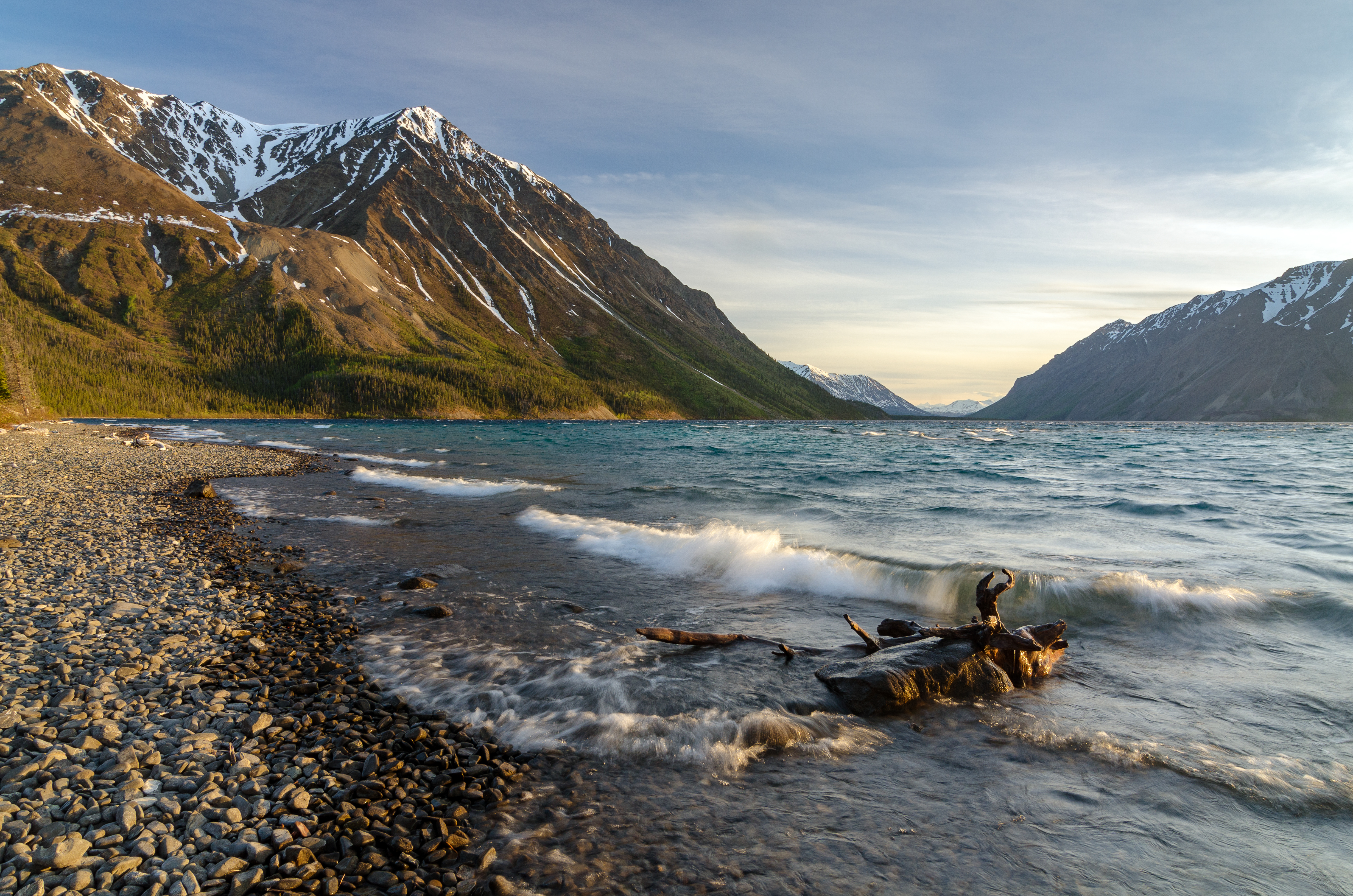
Le soir sur le lac Kathleen dans le parc de Kluane. Mai 2018.

Le parc national est situé à l'extrémité sud-ouest du Yukon. Il est bordé par le parc national et réserve nationale de Wrangell–St. Elias à l'ouest, le parc provincial de Tatshenshini-Alsek au sud et le parc territorial Asi Keyi au nord. Le parc est divisé en deux entités distinctes, mais ayant la même administration. La première est le parc national proprement dit, qui est situé au sud-est et qui a une superficie de 5 900 km2. La seconde est la réserve à vocation de parc national (appelé généralement parc national) qui couvre le reste du parc et qui a une superficie de 16 113,3 km2.
Le parc est accessible par la route de l'Alaska (Route 1) et la Haines Highway.

## Activités
- Randonnée : la marche est le meilleur moyen de découvrir le parc de Kluane ;
- Expéditions alpines : pour une journée ou plusieurs jours, le parc offre toute une variété d'excursions en pleine nature ;
- Visites guidées, randonnées, séjours, randonnées à cheval, survol des glaciers, voyage de pêche... ;
- Descentes en eaux-vives ;
- Alpinisme ;
- Ski de fond et raquettes ;
- Champs de glace : les glaciers sont accessibles après quelques jours de randonnée pédestre.

## Administration

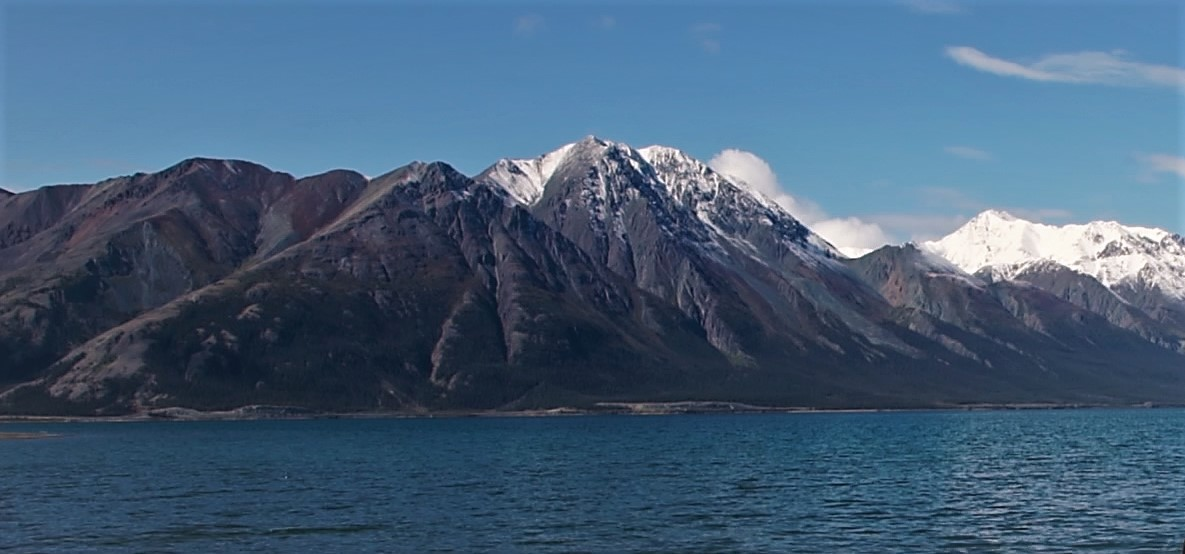
Mont Wallace, au sein du parc.

Le parc national et réserve de parc national sont administrés selon un modèle de cogestion entre Parcs Canada, les Premières Nations Champagne et Aishihik et la Première Nation de Kluane, où les parties se partagent l'administration des ressources naturelles et culturelles du parc au sein du Conseil de gestion du parc national de Kluane. Ces deux entités autochtones sont d'ethnie tutchone du Sud, le peuple habitant le territoire où est situé le parc national depuis des temps immémoriaux.
Une particularité du parc réside dans sa signalisation routière bilingue où les panneaux situés à l'intérieur des limites du parc, soit sur la route de Haines, la route de l'Alaska et la route du Klondike, comportent des indications en anglais et en tutchone du Sud.